# Thomas Lainée

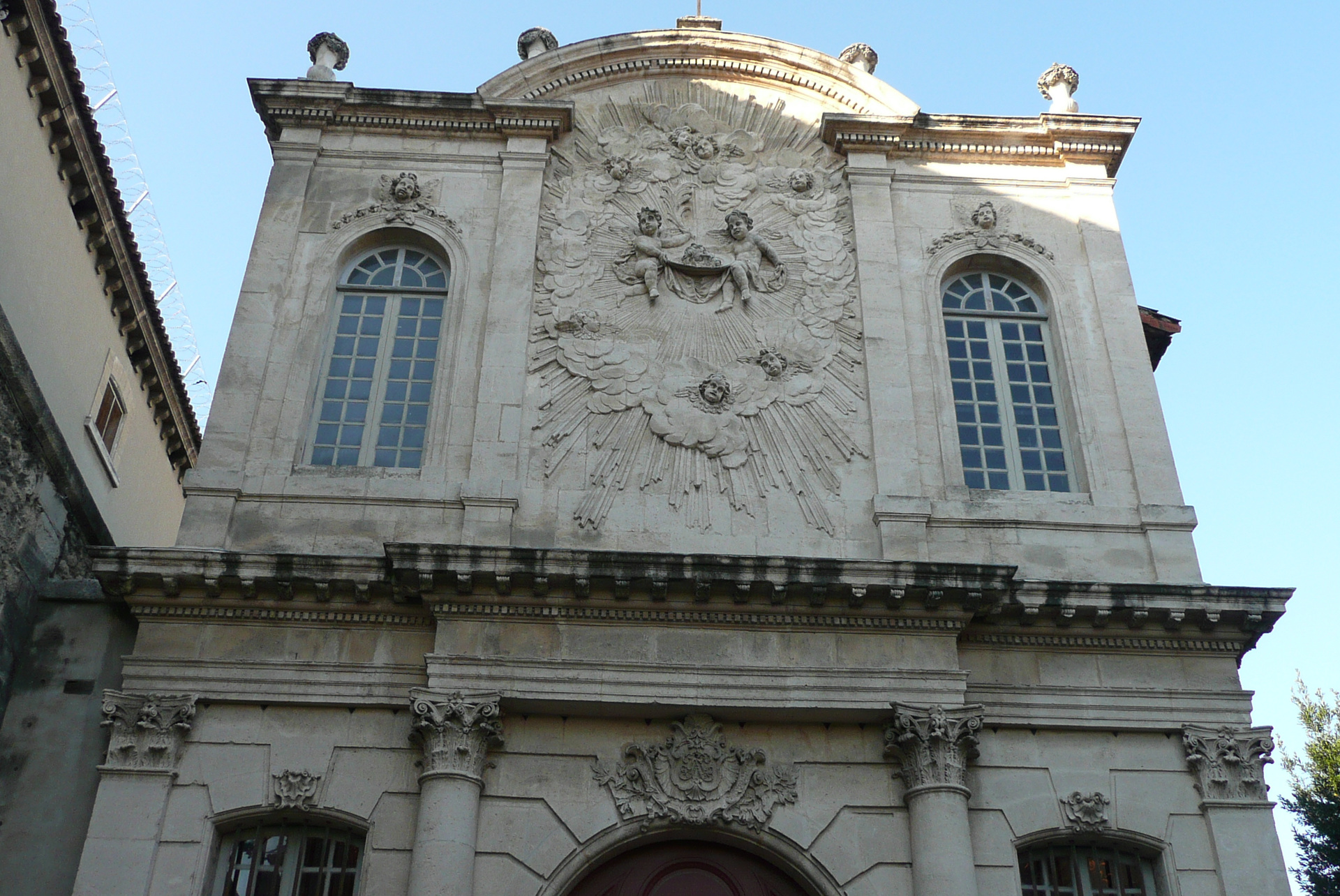
Le chef-d'œuvre de Thomas Lainée, la façade de la chapelle des Pénitents noirs de la Miséricorde, à Avignon

Thomas Lainée est un décorateur et architecte ayant d'abord travaillé comme employé au château de Versailles, puis à Aix-en-Provence et à Avignon, né à Paris vers 1682, mort à Avignon le 29 janvier 1739,. 

## Biographie
À l'âge de 26 ans, il a travaillé sur la décoration de la chapelle royale du château de Versailles en 1708-1709 dont le paiement final sur le devis de 15 712 livres ne lui a été fait que trois ans plus tard. Il a aussi travaillé pour le château de Fontainebleau et à la cathédrale Notre-Dame de Paris. Le coût de la guerre de succession d'Espagne ayant arrêté les travaux à Paris, il a quitté la capitale en 1712 pour chercher à s'employer en province.
Il est arrivé en 1714 à Avignon. Il se vit confier les plans du futur Théâtre de la Comédie, sur l'actuelle place Crillon, puis la décoration de l'Hôtel de Costebelle qui était sis au no 23 de la rue Carnot et enfin dessina les motifs des boiseries de l'Hôtel de Rochegude.
Au cours de l'année 1734, il prit en charge la réfection des bâtiments de l'Hôtel de Villeneuve puis le 23 juin constata par écrit que le chantier du Théâtre de la Comédie était achevé et que tout était conforme « au devisse, bien et dument faict suivant l'ar ». De 1736 à 1737, il travailla à la réfection de Notre-Dame de la Consolation, chapelle des Pénitents rouges d'Avignon, qui se situait au no 118 de la rue Carreterie.
Son dernier chantier et son chef-d'œuvre fut la façade de la chapelle des Pénitents noirs. Les travaux commencèrent le 12 janvier 1739, mais l'architecte tomba malade et décéda après avoir pu fournir les plans nécessaires à la poursuite des travaux qui furent achevés par Jean-Baptiste Franque.

## Œuvres
- Théâtre de la Comédie d'Avignon[13]
- Hôtel de Simiane, dit aussi hôtel de Grignan-Simiane à Aix-en-Provence[14]
- Chapelle des Pénitents noirs d'Avignon
- Boiseries de l'Hôtel de Rochegude d'Avignon exposées au musée des arts décoratifs de Paris
- Boiseries de la chapelle du Portail Peint[15].
- Retable de la chapelle des Pénitents violets au Grand Paradis[15].